# Room at the Top (minissérie)
Room at the Top é uma minissérie britânica de 2012, dirigida por Aisling Walsh. Foi adaptada por Amanda Coe a partir do romance homônimo de John Braine lançado em 1957. A série é protagonizada por Matthew McNulty, Maxine Peake e Jenna Coleman.

## Elenco
- Matthew McNulty	...	 Joe Lampton
- Maxine Peake	...	 Alice Aisgill
- Jenna Coleman	...	 Susan Brown
- Tom Brooke	...	 Charles
- Julia Ford	...	 Mrs. Thompson
- Peter Wight	...	 Mr. Hoylake
- Kevin Doyle	...	 Mr. Thompson
- Lauren Crace	...	 Joan
- Kate O'Flynn	...	 Beryl
- Zoe Telford	...	 Eva Storr
- Paul Tomblin	...	 Ray
- Theo James	...	 Jack Wales
- Paul Hilton	...	 Bob Storr
- Kevin McNally	...	 Mr. Brown

## Produção
A série foi ao ar em duas partes, em 26 e 27 de setembro de 2012 na BBC Four, mas estava originalmente programada para estrear em 7 de abril de 2011. Uma declaração na época disse que o atraso foi devido a "um potencial problema contratual", e mais tarde surgiu que outra empresa de cinema contestou a venda dos direitos de televisão para a Great Meadow Productions, que produziu o filme para a BBC.

## Prêmios e indicações
Ganhou um BAFTA TV Award de melhor mini-série em 2013.